# Jurjan Lipke
Jurjan Lipke (Elburg, 1982) is een Nederlands organist en componist van orgelmuziek.

## Levensloop

### Jeugd en studie
Lipke was op jonge leeftijd al geïnteresseerd in muziek. Op zevenjarige leeftijd kreeg hij zijn eerste blokfluitlessen en toen hij negen jaar was kreeg hij orgelles van de Elburgse stadsorganist Wim Magré. Hij vervolgde na enkele jaren zijn studie bij Ab Weegenaar en daarna bij Wout van Andel. In 2006 behaalde hij in Doesburg zijn diploma kerkmuziek met bevoegdheidseis 3. In 2013 won hij de tweede prijs van het nationale orgelconcours in Elburg. Op 20 juni 2014 rondde hij zijn bachelor-studie docerend musicus en orgel af aan de Schumann Akademie in Amsterdam.

### Loopbaan
Lipke speelde in 1994 op twaalfjarige leeftijd voor het eerst op een orgel tijdens een kerkdienst. Hij is als organist verbonden aan de Grote of Sint-Nicolaaskerk, de Oosterkerk en de Ichthuskerk in Elburg en de Dorpskerk, de Opstandingskerk, Sionskerk, de Driestwegkerk en de Ontmoetingskerk in Nunspeet. Daarnaast geeft hij privé-orgellessen in het Nationaal Orgelmuseum en in de Grote Kerk in Elburg. Hij is in het dagelijks leven werkzaam als leerkracht op de Protestants Christelijke basisschool "De Regenboog" in Doornspijk. Sinds augustus 2020 is hij orgeldocent aan de muziekschool in Kampen. Hij is daar tevens vaste begeleider van het Kamper Vocaal Ensemble "Kavoca". Voor de muziekuitgeverij Opus 10 heeft hij een groot aantal muziekwerken in barokstijl gepubliceerd.

## Bladmuziek
- Liedbewerkingen voor orgel
- Drie psalmen voor orgel
- Vier psalmen voor orgel
- Laat zich't orgel overal..
- Koraalbewerkingen voor orgel manualiter
- Houdt dan lofzang gaande
- Laat m' in U blijven, groeien, bloeien
- Midden in de winternacht